# 서울대학교 보건대학원
서울대학교 보건대학원(서울大學校 保健大學院, Seoul National University Graduate School of Public Health)은 대한민국 서울특별시 관악구의 국립 전문대학원이다. 서울대학교의 부속 교육기관으로, 서울대학교가 설치 중인 전문대학원 중 하나이다.

## 연혁
- 1959년 3월 서울대학교 보건대학원 개원

## 교육편제
서울대학교 보건대학원은 보건 관련 학문 외에 전공의 과정과 일부 최고위과정을 운영 중에 있다. 일부 과정은 BK21 사업단과 연계하여 교육이 실시된다.
- 보건학과
- 환경보건학과
- 전공의 과정
  - 예방의학
  - 직업환경의학

## 같이 보기
- 서울대학교